# Březová nad Svitavou
Březová nad Svitavou (do roku 1949 jen Březová, německy Brüsau) je malé město v okresu Svitavy v Pardubickém kraji. Katastrální území má výměru 1270 hektarů. Žije zde přibližně 1 600 obyvatel. Městem protéká řeka Svitava. Město je součástí Mikroregionu Svitavsko.

## Historie
Město Březová vzniklo kolem roku 1300. Bylo součástí svitavského panství, jež vlastnilo biskupství olomoucké. 1. srpna 1497 král Vladislav II. obci udělil status města. V 16. století nastal díky rozmachu soukenické výroby hospodářský vzestup města. Po roce 1784 zde prosperoval i průmysl lnářský. V polovině 18. století bylo město napojeno na říšskou silnici spojující Prahu a Brno, což přineslo další rozvoj oblasti. 1. ledna 1849 pak do města byla přivedena železniční trať Brno – Česká Třebová. Po poválečném odsunu Němců nastalo ve městě znatelné snížení počtu obyvatel a ekonomický úpadek, cílem politiky bylo dokonce vysídlení a asanování města, což se však nakonec nestalo. V roce 1960 byla k obci připojena tehdejší obec Dlouhá (s místním národním výborem v České Dlouhé) a osada Zářečí (patřící dosud k Brněnci), v letech 1976–1990 náleželo celé území Březové nad Svitavou k Brněnci
Po roce 1945 status města zanikl, v roce 1991 o jeho znovuudělení neúspěšně žádali. Další podání žádosti o znovupřidělení statusu města již bylo úspěšné a s účinností od 26. listopadu 1999 je Březová nad Svitavou opět městem.

## Členění města
Město se nečlení na části, má ale pět katastrálních území, která jsou zároveň základními sídelními jednotkami (ZSJ):
- Březová nad Svitavou
- Česká Dlouhá
- Moravská Dlouhá
- Muzlov
- Zářečí nad Svitavou (územně identická ZSJ nese název Zářečí)

Z těchto 5 katastrů se na území Moravy nachází celé katastrální území Moravská Dlouhá, téměř celé katastrální území Březová nad Svitavou a bez svých některých okrajových parcel i téměř celé katastrální území Muzlov a dále malé okrajové části katastrálních území Česká Dlouhá a Zářečí. Pro změnu v Čechách se nachází téměř celá katastrální území Česká Dlouhá a Zářečí, některé okrajové parcely k. ú. Muzlov a nepatrná část k. ú. Březová nad Svitavou.
Vesnice Muzlov v severozápadní části současného katastru města, byla po roce 1948 vysídlena a její území asanováno a zalesněno, a to z důvodu rozšíření ochranného pásma Brněnského vodovodu. Stejný osud měl potkat i samotné město, což však nakonec nebylo realizováno.

## Vodní zdroj
Na katastru Březové je významné vydatné prameniště podzemních vod. K jejich využití v Muzlově došlo na počátku 20. století. První březovský vodovod pro město Brno byl vybudován v letech 1911–1913, což mělo posléze negativní dopad na osudy přilehlého území. Obec Muzlov byla po roce 1948 vysídlena a asanována, podobný osud měl potkat i město Březovou. Tento první březovský vodovod je dodnes funkční technickou památkou.
Současná vodárenská soustava Březová II má (spolu s Vírským oblastním vodovodem a vodovodem Březová I) rozhodující podíl na zásobování obyvatelstva pitnou vodou v Jihomoravském kraji, především pro územní celky Brno-venkov a Brno-město, kde jsou dominantními vodárenskými soustavami a tvoří páteř rozvodného systému s napojeními skupinových a samostatných vodovodů a dále vodovodního systému města Brna.

## Pamětihodnosti
- Kostel svatého Bartoloměje – barokní kostel původně ze 13. století.
- Kaple Čtrnácti svatých pomocníků
- Zajímavé historické portály dveří a vrat domů, např. č. p. 40 na náměstí z roku 1837, č. p. 384 z roku 1851, č. p. 41 z roku 1863.
- Čertovy díry
- Dobře ukrytá rozhledna Járy Cimrmana tyčící se nad městem při naučné stezce Údolím řeky Svitavy. Konstrukce je převážně dřevěná s celkovou výškou 20 m a vyhlídkou ve výšce 15 m. Se stavbou započato v roce 2006, slavnostně otevřena za přítomnosti Zdeňka Svěráka dne 17.6.2007. Nadmořská výška : 476 m n. m. (pata rozhledny), 496 m n. m. (vrchol rozhledny).[8]

## Významní rodáci
- Karel Kořistka (1825–1906), profesor nižší a vyšší geodézie, rektor ČVUT
- Julie Šamberková (1846–1892), herečka

## Galerie

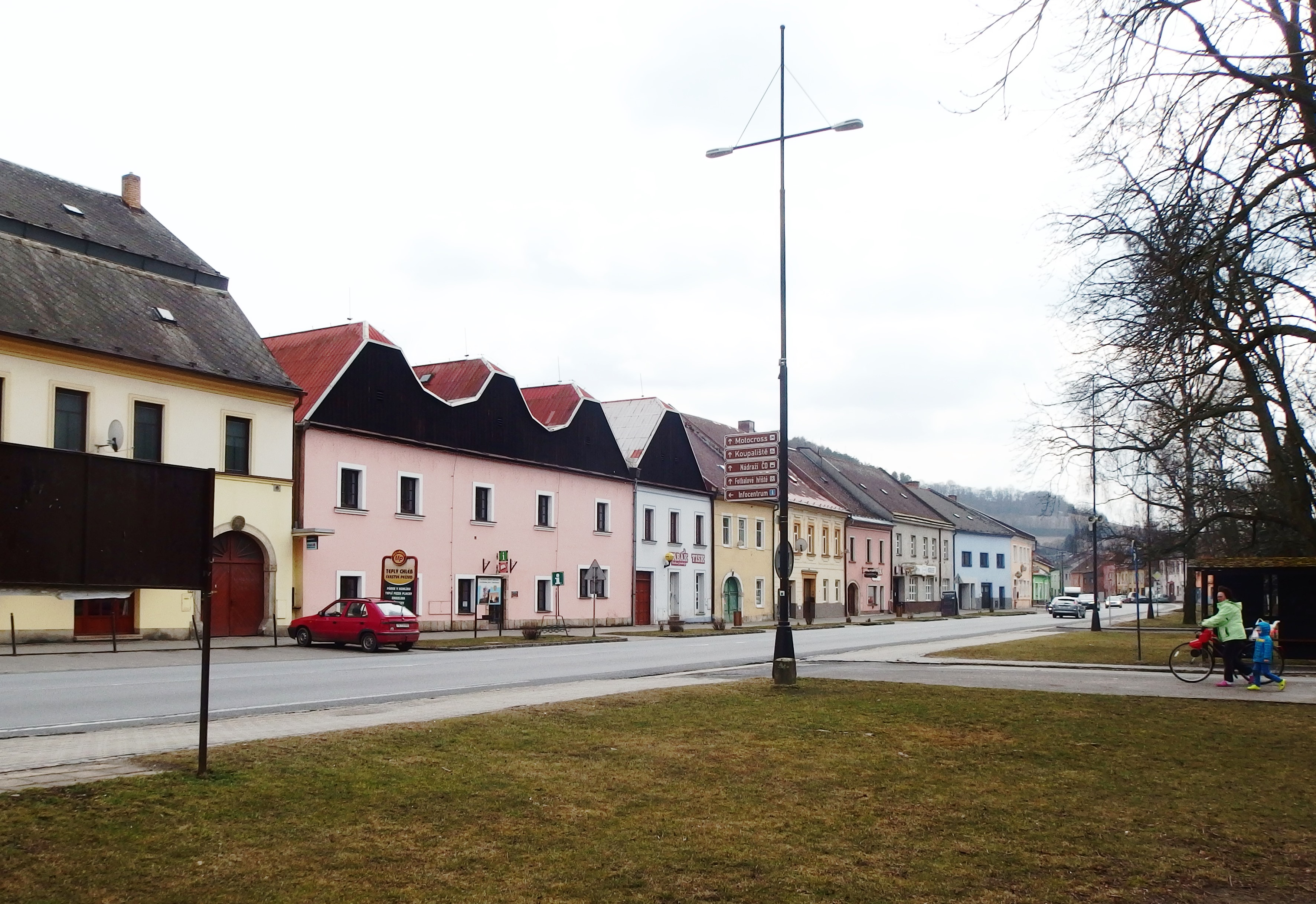
Moravské náměstí s historickými domy
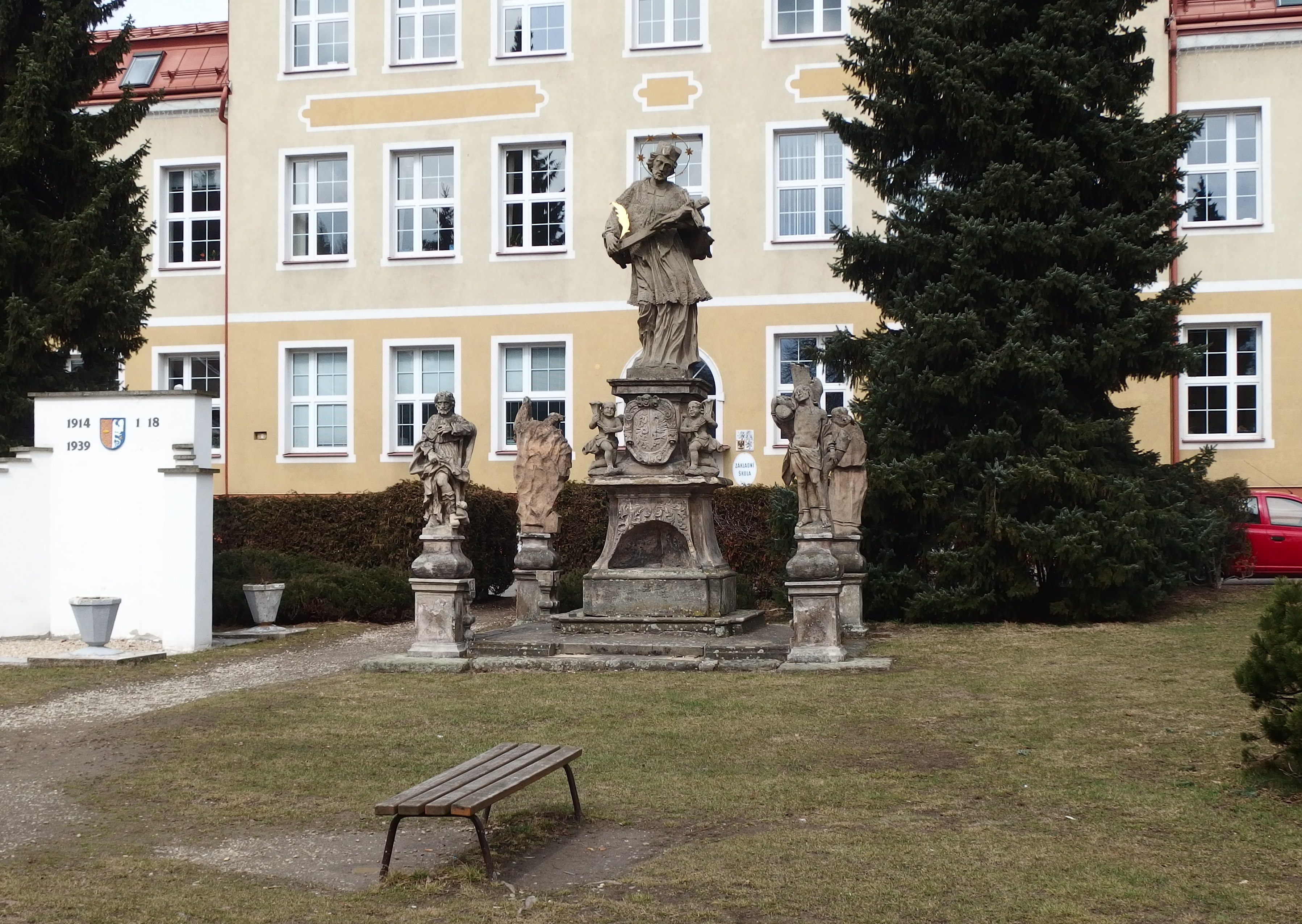
Sousoší svatého Jana Nepomuckého se světci
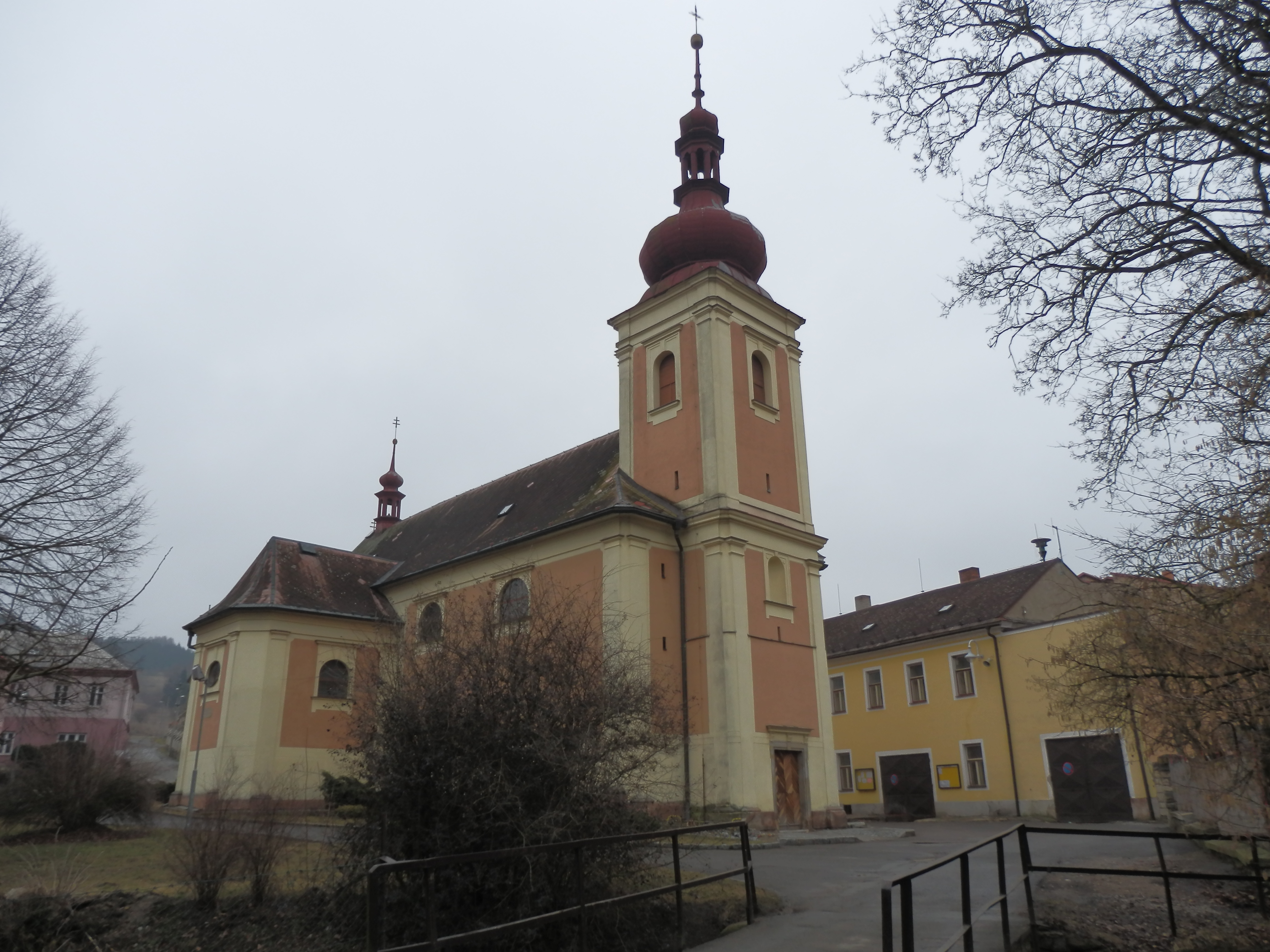
Kostel svatého Bartoloměje
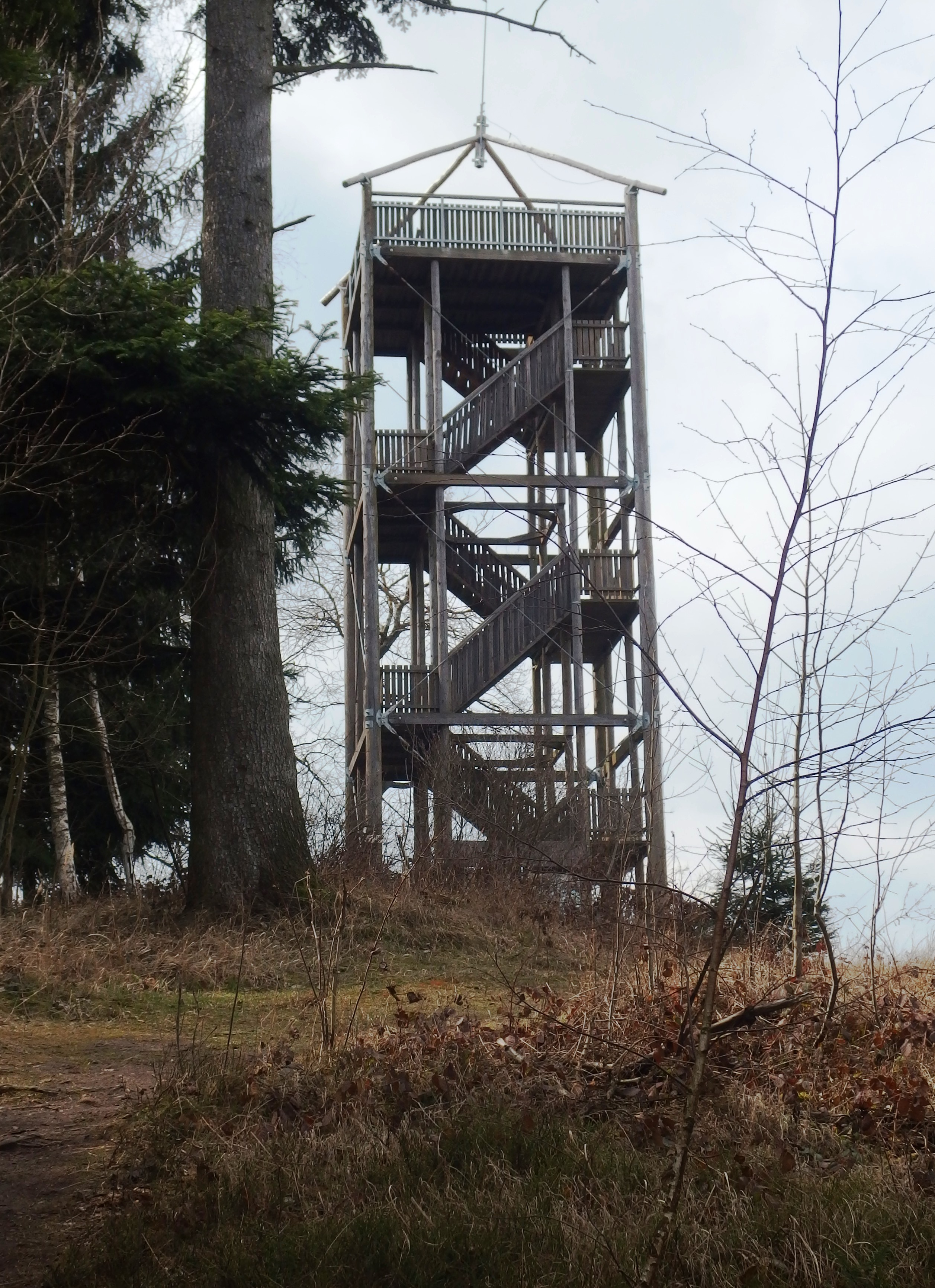
Dobře ukrytá rozhledna Járy Cimrmana